# Начапкіно
Нача́пкіно (рос. Начапкино, башк. Начапкин) — присілок у складі Уфимського району Башкортостану, Росія. Входить до складу Миловської сільської ради.
Населення — 28 осіб (2010; 5 в 2002).
Національний склад:
- росіяни — 100 %